# Flatskärs bådan
Flatskärs bådan är en klippa i Finland.   Den ligger i kommunen Pargas i den ekonomiska regionen  Åboland  och landskapet Egentliga Finland, i den sydvästra delen av landet, 200 km väster om huvudstaden Helsingfors.
Terrängen runt Flatskärs bådan är mycket platt.  Närmaste större samhälle är Korpo, 17,1 km öster om Flatskärs bådan. 